# ددینو
ددینو (به بلغاری: Dedino) یک منطقهٔ مسکونی در بلغارستان است که در شهرستان آردینو واقع شده‌است.
 ددینو ۰٫۹۶۹ کیلومتر مربع مساحت و ۵۲ نفر جمعیت دارد.